# Hiuch HaGdi
Pour plus de détails, voir Fiche technique et Distribution.
Hiuch HaGdi est un film israélien réalisé par Shimon Dotan, sorti en 1986.
Le film fut en sélection officielle à la Berlinale 1986 où Tuncel Kurtiz remporta l'Ours d'argent du meilleur acteur.

## Fiche technique
- Titre : Hiuch HaGdi
- Réalisation : Shimon Dotan
- Scénario : Shimon Dotan, Anat Levy-Bar et Shimon Riklin d'après le roman de David Grossman
- Musique : Ilan Virtzberg
- Pays d'origine : Israël
- Format : Couleurs
- Genre : drame
- Date de sortie : 1986

## Distribution
- Tuncel Kurtiz : Hilmi
- Rami Danon : Dr UriLaniado
- Makram Khoury : Moshe Katzman